# Pseudagrion kersteni
Pseudagrion kersteni é uma espécie de libelinha da família Coenagrionidae. 
Pode ser encontrada nos seguintes países: Angola, Benin, Burkina Faso, Camarões, República Centro-Africana, Chade, República do Congo, Costa do Marfim, Guiné Equatorial, Etiópia, Gana, Guiné, Quénia, Malawi, Mali, Moçambique, Namíbia, Nigéria, Somália, África do Sul, Sudão, Tanzânia, Togo, Uganda, Zâmbia, Zimbabwe e possivelmente no Burundi.
Os seus habitats naturais são: rios. 